# Freziera smithiana
Freziera smithiana är en tvåhjärtbladig växtart som beskrevs av Clarence Emmeren Kobuski. Freziera smithiana ingår i släktet Freziera och familjen Pentaphylacaceae. Inga underarter finns listade i Catalogue of Life.